# Bronte Job
Bronte Job (25 de marzo de 2003) es una deportista australiana que compite en natación. Ganó una medalla de oro en el Campeonato Mundial Junior de Natación de 2019, en la prueba de 50 m espalda.